# Luis Nlavo
Luis Nlavo, né le 9 juillet 2001 à Malabo, est un footballeur équatoguinéen qui évolue au poste d'avant-centre au Shanghai Shenhua.

## Biographie

### Carrière en club
Luis Nlavo a commencé sa carrière à la Cano Sport Academy (en), avec laquelle il joue en première division équatoguinéen en 2019,.
Nlavo rejoint le SC Braga au Portugal après avoir impressionné lors des qualifications à la CHAN avec la Guinée équatoriale à l'été 2019. Il y évolue principalement avec les moins de 23 ans, où il s'illustre par ses buts réguliers, notamment avec 5 réalisations en 9 matchs lors de la première partie de saison 2021-22.

### Carrière en sélection
Déjà international avec les moins de 17 ans pour les qualifications continentales, Nlavo fait ses débuts internationaux senior avec la Guinée équatoriale le 28 juillet 2019, lors d'un match de qualification du championnat d'Afrique des nations 2020 contre le Tchad. Buteur lors de ce match nul 3-3, il l'est également lors de la victoire 2-1 au match retour qui qualifie les siens pour le second tour des qualifications,.
Prenant activement part aux éliminatoires de la Coupe du monde en 2021, il est ensuite sélectionné pour les phases finales de la Coupe continentale qui a lieu en janvier 2022, pour ce qui est la première participation de la Guinée équatoriale à la rencontre,. Il entre en jeu dès le premier match, une courte défaite 1-0 face à la Côte d'Ivoire.

## Palmarès
| Cano Sport Academy (en) - Championnat de Guinée équatoriale - Champion en 2019 |